# 宁波市华慈医院
宁波市华慈医院是位于中国浙江省宁波市的一座公立综合性医院，由宁波市慈善总会和宁波市红十字会创办于2001年12月8日，为浙江省首座慈善医院，中国大陆第二座慈善医院:462，医院对市慈善总会及政府有关部门下发的慈善助医卡、慈善关爱卡、计生特殊家庭关爱卡、低保卡、残疾证等持卡人员实行优惠政策，医院医疗力量以中高级业务技术骨干和一批退休后热心慈善事业的老专家为主。